# Gregor Koblar
Gregor Koblar (* 15. Januar 1993 in Jesenice) ist ein slowenischer Eishockeyspieler, der seit 202l beim Debreceni EAC in der Ersten Liga unter Vertrag steht.

## Karriere

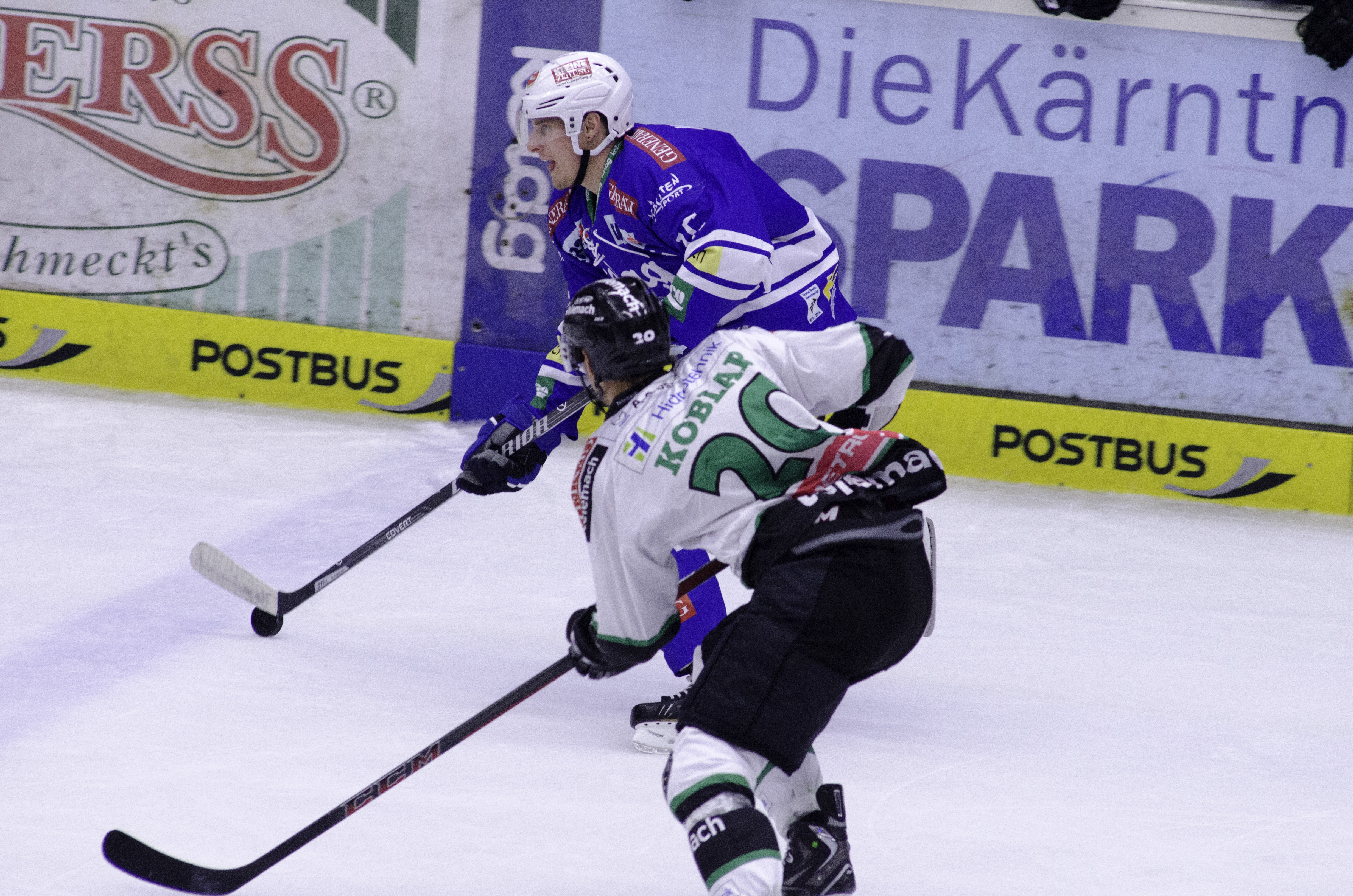
Gregor Koblar (vorne) im September 2013

Gregor Koblar begann seine Karriere beim HD mladi Jesenice, für dessen U20-Junioren er von 2008 bis 2010 in der höchsten slowenischen Spielklasse dieser Altersklasse aktiv war. Zudem spielte er 2009/10 für Jesenices Seniorenmannschaft in der Slohokej Liga und vereinzelt auch in der slowenischen Eishockeyliga. 2010 verließ er seine Heimatstadt und wechselte zum EC Red Bull Salzburg nach Österreich, wo er im Nachwuchsbereich spielte. Nach drei Jahren kehrte er nach Slowenien zurück, wo er beim HDD Olimpija Ljubljana vorwiegend in der Österreichischen Eishockey-Liga spielte. Er wurde aber auch in den Playoffs der slowenischen Eishockeyliga eingesetzt und wurde so 2014 und 2016 slowenischer Meister. Die Spielzeit 2016/17 verbrachte er beim Lyon Hockey Club in der Ligue Magnus. Anschließend wechselte er zum HC Přerov in die tschechische 1. Liga, die zweithöchste Spielklasse des Landes. Aber bereits im November 2017 ging er zum EK Zell am See in die Alps Hockey League. Die Spielzeit 2018/19 verbrachte er erneut in Ljubljana und gewann mit dem HK Olimpija sowohl die Alps Hockey League, als auch die slowenische Meisterschaft und den nationalen Pokalwettbewerb. Anschließend wechselte er für zwei Jahre zu Unia Oświęcim in die Polska Hockey Liga und wurde mit dem Klub 2020 polnischer Vizemeister. 2021 kehrte er zum HK Olimpija zurück. Er spielte mit dem Hauptstadtverein vorwiegend in der Österreichischen Eishockeyliga, gewann mit ihm aber 2022 und 2023 auch wiederum das Double aus slowenischer Meisterschaft und Pokalwettbewerb. 2023 wechselte er nach Ungarn, um mit dem Debreceni EAC in der Ersten Liga zu spielen.

### International
Für Slowenien nahm Koblar im Juniorenbereich an der U18-Weltmeisterschaft 2011 sowie den U20-Weltmeisterschaften 2012 und 2013, als er sein Team als Mannschaftskapitän auf das Eis führte, jeweils in der Division I teil.
Bei der Weltmeisterschaft 2016 debütierte er für die Senioren-Nationalmannschaft in der Division I. Mit dieser gelang ihm der umgehende Aufstieg in die Top-Division. Anschließend dauerte es bis 2022, bis er wieder an einer Weltmeisterschaft teilnahm und erneut gelang ihm mit dem (zwischenzeitlich ohne ihn abgestiegenen Team) der Aufstieg in die Top-Division.
Zudem vertrat er seine Farben bei der Qualifikation für die Olympischen Winterspiele in Peking 2022. Außerdem spielte er im Mai 2021 beim Beat Covid-19 Ice Hockey Tournament, das der slowenische Verband als Ersatz für die ausgefallene Weltmeisterschaft der Division I mit sechs Nationalmannschaften veranstaltete und das er mit seinem Team gewann.

## Erfolge und Auszeichnungen
- 2014 Slowenischer Meister mit dem HDD Olimpija Ljubljana
- 2016 Slowenischer Meister mit dem HDD Olimpija Ljubljana
- 2016 Aufstieg in die Top-Division bei der Weltmeisterschaft der Division I, Gruppe A
- 2019 Gewinn der Alps Hockey League mit dem HK Olimpija
- 2019 Slowenischer Meister und Pokalsieger mit dem HK Olimpija
- 2021 Sieg beim Beat Covid-19 Ice Hockey Tournament
- 2022 Slowenischer Meister und Pokalsieger mit dem HK Olimpija
- 2022 Aufstieg in die Top-Division bei der Weltmeisterschaft der Division I, Gruppe A
- 2023 Slowenischer Meister und Pokalsieger mit dem HK Olimpija

## Statistik
(Stand: Ende der Saison 2022/23)